# Yuhao Zhan
Yuhao Zhan (cinese tradizionale: 詹宇豪; cinese semplificato: 詹宇豪; Taiwan, 3 ottobre 1981) è un musicista, cantante e attore taiwanese.
Attualmente è il pianista del gruppo musicale mandopop Nan Quan Mama.

## Biografia
Zhan è cresciuto in una famiglia con un solo genitore, ed ha iniziato a suonare il piano all'età di 3 anni. La sorella di Zhan è morta ad un'età molto giovane. Come tributo per lei, egli ha scritto una canzone intitolata "Disappear". Ha studiato musica classica alla National Taiwan University of Art, laurenandosi nel 2006.
Zhan ha recitato nel recente film di Jay Chou Secret nel ruolo di Howe, conosciuto dai suoi pari anche come "Principe del Piano" a causa della finezza con cui suona lo strumento.